# Jonathan Velásquez Ramírez
Jonathan Rodrigo Velásquez Ramírez (Antofagasta, Chile, 23 de enero de 1975) es un comunicador y político chileno. Entre 2021 y 2024 ejerció como alcalde de la ciudad de Antofagasta.
En su carrera comunicacional, fue locutor de ofertas en tiendas, radio, voz en off y presentador de televisión; en esta última faceta, condujo el programa misceláneo de conversación y entretención Plan 9, programa que se emitió durante casi una década. Además, tuvo estudios de psicología no finalizados y un negocio como corredor de propiedades.[cita requerida]

## Biografía

### Familia e infancia
Jonathan Rodrigo Velásquez Ramírez nació el 23 de enero de 1975 en la ciudad de Antofagasta, en Chile. Es hijo único de María Ramírez Fredes, profesora general básica y Mario Velásquez Rodríguez, agente de ventas, exgerente de “Frutería Sudamericana”.
A los cuatro años le detectaron tartamudez aguda, lo cual no le permitía hablar con fluidez, sin embargo y luego de numerosos tratamientos logró superar el trastorno a los 14 años, edad en la que comenzó su carrera en las comunicaciones como locutor en la emisora Radio Sol y en la tienda Ripley.

### Estudios
Cursó la enseñanza básica en el colegio Santa Teresita, continuó sus estudios de enseñanza Media en Liceo Comercial, Liceo de Hombres y Liceo B-13. Posteriormente ingresó a la Universidad José Santos Ossa donde cursó seis semestres de la carrera de Psicología, carrera que no finalizó.

## Carrera televisiva
Comenzó su carrera televisiva a sus 15 años de edad como locutor comercial del matinal Buenos Días Región en el canal de televisión TeleNorte, donde también se desempeñó como animador del programa Video Fono, siendo la voz institucional de la casa televisiva hasta los 23 años.
En el año 2001 logró alta popularidad con su propio programa de entretención y entrevistas Plan 9 transmitido por el canal Digital Channel, el cual condujo por 17 años, ganando el reconocimiento y cariño de una parte de la audiencia a pesar de todo.[cita requerida] Además, hubo participaciones en otros programas en ese mismo canal. 
A fines de 2016, una vez ya electo como concejal, Jonathan abandona el canal dando por término ese programa y dedicando a esta faceta política.  

## Carrera política
En noviembre de 2013 se presenta como candidato independiente a diputado por el Distrito N°4 (Antofagasta, Mejillones, Sierra Gorda y Taltal) en cupo del Partido Progresista, sin ser electo en esa oportunidad, obtuvo la sorpresiva suma de 10.914 votos.
En noviembre del año 2016 asume como concejal de la comuna de Antofagasta tras presentarse como candidato independiente en cupo del pacto PRI–Evópoli.Fue concejal durante casi cinco años, por su trabajo social, fue apodado en sus redes sociales oficiales como "El Súper Concejal". 
En 2021, se presentó por primera vez como candidato independiente a alcalde de la comuna de Antofagasta, resultando, de manera sorpresiva, electo con 26 886 votos correspondientes al 26,4% de las preferencias. El 28 de junio de 2021 asumió su cargo con nuevos concejales, dedicando esta entonces nueva etapa a su madre, quien falleció cuatro días después de ganar las elecciones, estuvo como alcalde durante cuatro años.  
En 2024 para las elecciones municipales de octubre, Velásquez se presentó para la reelección en la comuna de Antofagasta, quedando en tercer lugar obteniendo el 19,39% de los votos, perdiendo frente a Sacha Razmilic (Evópoli) quien logró la mayoría de votos con el 26,60%.
El 15 de noviembre de 2024,y luego de cuatro años ejerciendo como alcalde de su natal Antofagasta, tomó su difícil y triste decisión de renunciar a su cargo para dedicarse a realizar lo que será su candidatura parlamentaria para las elecciones parlamentarias de 2025.

## Controversias
Durante las transmisiones del programa Plan 9, show en donde condujo casi una década, fue criticado por grabaciones lascivas a mujeres, incluso escolares y de proferir burlas a personas que transitaban por la calle. 
En octubre de 2021, Velásquez transmitió en sus redes sociales el control de ingreso de los funcionarios a su jornada laboral, afirmando que cerca de 40 trabajadores llegaban con atraso al trabajo, ante lo cual el Sindicato de trabajadores de la Corporación Municipal de Desarrollo Social de Antofagasta presentó una demanda por tutela laboral, dado que estimaron que dicho video dañaba su honra, siendo tildados como flojos por quienes vieron el video. El Tribunal del Trabajo de Antofagasta dictaminó eliminar de las plataformas digitales los videos, imágenes, audios o comentarios donde se denigraba con nombre y apellido a los trabajadores.
En 2022, tras conocerse el mal estado en que se encontraba la cancha del Estadio Regional Calvo y Bascuñán de Antofagasta, lo cual evitó que Deportes Antofagasta pudiera ser local en su ciudad, el periodista Juan Cristóbal Guarello indicó que el pésimo estado de la cancha era culpa de la Municipalidad, indicando que «esto es directa y única responsabilidad de la municipalidad encabezada por el ilustre Alcalde Jonathan Velásquez Ramírez del Partido de la Gente (sic). Señor alcalde, no se puede gobernar por Internet. ¿Por qué cree que se puede gobernar a través de (videos) directos? ¿Y la plata para hacer esto? O sea, la robaron o no lo saben hacer, y las dos respuestas son malas». Velásquez respondió que el conjunto Puma no tenía contrato desde 2017, y tenía el estadio en pésimas condiciones, no respondiendo por el estado de la cancha, además de fustigar al periodista: «Leí sus libros, seguía sus publicaciones, admiraba mucho su trabajo. Yo no entendía por qué Eduardo Bonvallet se reía y lo descalificaba. Ahora entiendo muchas cosas. Es muy fácil llamar por teléfono e investigar. Yo extraño a periodistas como Néstor Isella, como Tito Fouillioux o Julio Martínez, personas que hablaban con fundamento y no hacían mal a nadie. Lamento mucho lo que pasó. Este comentarista habla sin fundamentos». Guarello contraatacó, indicando que Velásquez nunca respondió a las críticas sobre el estado de la cancha.
En febrero de 2022, la administradora del municipio de Antofagasta, Yamile Guzmán, ingresó una denuncia por acoso laboral en contra de Ramírez.
En marzo de 2022, Velásquez protagonizó un accidente vehicular, una colisión por alcance con otro vehículo, el cual derramó combustible. SI bien no se han determinado las causas del accidente, Velásquez ha sido criticado por la costumbre de utilizar su teléfono móvil y grabar videos mientras maneja.
En el mismo mes, se conoció una demanda por tutela laboral presentada en contra de Velásquez por su exasesor jurídico Marco Felipe Ascencio, donde este lo sindica de estar más preocupado del contenido generado para redes sociales que de políticas para la comuna, de recibir amenazas de cercanos a Velásquez Ramírez, de maltrato verbal, y además de tener intenciones de agredirlo físicamente. Tras ser consultado, Velásquez desestimó dichas denuncias, además de defender a la exalcaldesa de Antofagasta, Karen Rojo, a quién le realizó campaña en 2017 y actualmente esta prófuga de la justicia, indicando que «Quien es usted, quien soy yo para juzgarla“, dijo el edil. “No estamos juzgando nosotros, fue la justicia».
En junio del mismo año, fueron conocidas públicamente las pruebas presentadas en la demanda por tutela laboral presentada por el exasesor jurídico, incluyendo más de 700 páginas de transcripciones de conversaciones de mensajería Whatsapp que utilizaba el alcalde y su equipo cercano de confianza en un grupo denominado "equipo chico JV", donde se pueden apreciar burlas hacia personas y mensajes racistas, xenófobos y homofóbicos contra autoridades, dirigentes sociales, funcionarios, trabajadores, emprendedores y vecinos de la comuna. Además, se habla de sugerir la utilización de sicarios contra detractores del alcalde y el impartimiento de instrucciones para favorecer a empresarios extranjeros amigos del alcalde.
El escándalo fue denominado "Plan 9 Papers", en alusión al programa de televisión que animaba Velásquez. Tras conocerse estos chats la mayoría de los concejales de la comuna exigieron la renuncia inmediata del alcalde y todos los involucrados. Jonathan Velásquez pidió disculpas públicas y anunció que los principales involucrados serían desvinculados, pero finalmente solo tres de ellos renunciarían y los demás serían reubicados dentro del municipio. En forma paralela la Contraloría General de la República y el Municipio iniciaron sumarios contra los involucrados, los que se encuentran en curso.

### Muerte de la profesora Katherine Yoma Valdivia
La muerte de la profesora Katherine Yoma Valdivia, ocurrida el 7 de marzo del 2024 en Antofagasta, ha generado una fuerte controversia que ha tenido al alcalde Jonathan Velázquez como protagonista. La profesora tomó la decisión de quitarse la vida en la víspera del Día Internacional de la Mujer, después de haber denunciado repetidamente acoso, amenazas y agresiones en su lugar de trabajo, atribuidas a un apoderado de la escuela y a su hija. A pesar de haber recurrido a todas las instancias de denuncia formal, la profesora Yoma Valdivia no habría recibido el apoyo necesario.
Los ciudadanos expresaron su descontento hacia la administración municipal liderada por Jonathan Velásquez, señalando la falta de acción e indiferencia frente al caso de la profesora Yoma Valdivia. Específicamente, criticaron la respuesta insuficiente a las denuncias de la profesora y la aparente ausencia de medidas para abordar el acoso laboral.
Antes de su trágico fallecimiento, la profesora se enteró de que la Corporación Municipal de Desarrollo Social, presidida por el alcalde Velásquez, había decidido tomar represalias en su contra por su valentía al denunciar. Esto se tradujo en una drástica reducción de sus horas de clases y su salario, lo que empeoró aún más su situación.
La muerte de la profesora Katherine Yoma ha puesto de relieve la importancia de abordar de manera efectiva el acoso laboral y la necesidad de garantizar un ambiente seguro y de apoyo para las profesoras y profesores en Chile. 
En respuesta, la comunidad de Antofagasta ha mostrado una solidaridad masiva y protestas. En una marcha convocada por el Sindicato de Profesores y Profesionales de Educación (Sippe), los manifestantes expresaron su indignación por los hostigamientos, amenazas y ataques que Yoma Valdivia enfrentó. El Colegio de Profesores respaldó el paro docente en la región y llamó a manifestaciones a nivel nacional en apoyo a la causa. Se ha exigido la renuncia del alcalde Jonathan Velásquez, acusado de negligencia en el manejo del caso. La movilización busca no solo justicia para la profesora siniestrada, sino también la promulgación de la "Ley Katherine Yoma", la cual busca proteger a los educadores de diversas situaciones similares a las que se enfrentan diariamente. Estas manifestaciones reflejan una clamorosa demanda por un entorno laboral seguro y respetuoso en el ámbito educativo, y se espera que continúen en los próximos días como tributo a la memoria de la docente fallecida.

## Historial electoral

### Elecciones parlamentarias de 2013
- Elecciones parlamentarias de 2013, candidato a diputado por el Distrito N°4 (Antofagasta, Mejillones, Sierra Gorda y Taltal)[26]

### Elecciones municipales de 2016
- Elecciones municipales de 2016, para el concejo municipal de Antofagasta[27]

### Elecciones municipales de 2021
- Elecciones municipales de 2021, para la alcaldía de Antofagasta[28]